# 極山裕
極山 裕（きわやま ひろし）は、日本の漫画家。山口県宇部市出身。血液型はO型。代表作は『月刊少年ガンガン』（スクウェア・エニックス）で連載されていた『宇宙人パナパナ』。可愛らしい絵柄と不条理でシュールなストーリー展開が持ち味である。

## 作品リスト
- 宇宙人パナパナ（月刊少年ガンガン、全1巻）
- マルポチャール（月刊少年ギャグ王）
- 君とロボット（月刊Gファンタジー）
- サークルエー（ガンガンYG）
- サークルビー（ヤングガンガン）
- 斎藤千和・無責任編集 〜週刊うらGおふぁんたじー 収録レポート、DJCDジャケットイラストなど（月刊Gファンタジー）